# Luchtvaartmaatschappijen op de Europese zwarte lijst
De Europese Commissie heeft een zwarte lijst voor luchtvaartmaatschappijen opgesteld. Maatschappijen op deze lijst mogen niet vliegen naar of over de landen van de Europese Unie, met uitzondering van regeringsvluchten. De Europese Commissie heeft hiertoe oorspronkelijk besloten via (EC) No 474/2006 op 22 maart 2006. De meest recente lijst is gepubliceerd op 8 december 2020.

## Achtergrond
Het proces waardoor een luchtvaartmaatschappij op de zwarte lijst terechtkomt wordt uitgelegd in (EC) No 2111/2005. Het proces bestaat uit het raadplegen van toezichthoudende instanties van de verschillende landen binnen de EU en de maatschappij zelf. Voordat een luchtvaartmaatschappij op de lijst wordt geplaatst kan deze eerst nog verweer voeren. Een luchtvaartmaatschappij die op de zwarte lijst staat, kan wel binnen de EU opereren door een 'wet-leaseovereenkomst' te sluiten met een maatschappij die wel die binnen de EU is toegestaan.
Op 14 juni 2018 werd bekend dat alle Indonesische luchtvaartmaatschappijen van de zwarte lijst werden verwijderd. Op 15 april 2019 werden, met twee uitzonderingen, de luchtvaartmaatschappijen uit Moldavië op de lijst geplaatst. Vanaf december 2019 mochten alle luchtvaartmaatschappijen uit Gabon weer in de EU vliegen.

## Luchtvaartmaatschappijen met een verbod

### Maatschappijen op de zwarte lijst
Laatste update op  17 december 2020
De volgende maatschappijen staan op de zwarte lijst:
| Land van exploitant  | Verboden maatschappijen | Wel toegestane maatschappijen        | Opmerking                                                       |
| -------------------- | ----------------------- | ------------------------------------ | --------------------------------------------------------------- |
| Afghanistan          | Alle                    |                                      |                                                                 |
| Angola               | Alle                    | TAAG Angola Airlines en Heli Malongo |                                                                 |
| Armenië              | Alle                    |                                      |                                                                 |
| Congo-Brazzaville    | Alle                    |                                      |                                                                 |
| Congo-Kinshasa       | Alle                    |                                      |                                                                 |
| Djibouti             | Alle                    |                                      |                                                                 |
| Equatoriaal-Guinea   | Alle                    |                                      |                                                                 |
| Eritrea              | Alle                    |                                      |                                                                 |
| Iran                 | Iran Aseman Airlines    |                                      | Iran Air is onderhavig aan beperkingen zoals genoemd in Annex B |
| Irak                 | Iraqi Airways           |                                      |                                                                 |
| Kirgizië             | Alle                    |                                      |                                                                 |
| Liberia              | Alle                    |                                      |                                                                 |
| Libië                | Alle                    |                                      |                                                                 |
| Nigeria              | Med-View Airline        |                                      |                                                                 |
| Nepal                | Alle                    |                                      |                                                                 |
| Rusland              | Alle                    |                                      |                                                                 |
| Sao Tomé en Principe | Alle                    |                                      |                                                                 |
| Sierra Leone         | Alle                    |                                      |                                                                 |
| Soedan               | Alle                    |                                      |                                                                 |
| Suriname             | Blue Wing Airlines      |                                      |                                                                 |
| Venezuela            | Avior Airlines          |                                      |                                                                 |
| Zimbabwe             | Air Zimbabwe            |                                      |                                                                 |

### Annex B - maatschappijen met restricties
Laatste update op 17 december 2020
Bepaalde luchtvaartmaatschappijen staan op de zogenaamde 'Annex B' lijst van de Europese Unie. Maatschappijen die op deze lijst staan mogen in de EU alleen de vliegtuigen gebruiken, die op de lijst terug te vinden zijn.
| Land van exploitant | Luchtvaartmaatschappij | Toegestane vliegtuigen                                                                       |
| ------------------- | ---------------------- | -------------------------------------------------------------------------------------------- |
| Comoren             | Air Service Comores    | 1 Let L-410 Turbolet met registratie D6-CAM                                                  |
| Iran                | Iran Air               | Alle vliegtuigen met uitzondering van de bij hen geregistreerde Fokker 100's en Boeing 747's |
| Noord-Korea         | Air Koryo              | 2 Tupolev Tu-204's met registratie P-632 en -633                                             |